# Stereocaster
『Stereocaster』（ステレオキャスター）は、“HOTEI vs Char”名義で発売された布袋寅泰とCharのコラボレーションシングル。

## 概要
2006年11月8日に、東芝EMIから発売された。布袋のコラボレート企画第3弾は同じギタリストであるCharと演奏した本作はアルバム『SOUL SESSIONS』先行シングル。

## 収録曲
| #         | タイトル         | 作詞      | 作曲     | 時間 |
| --------- | ---------------- | --------- | -------- | ---- |
| 1.        | 「Steremcaster」 |           | 布袋寅泰 | 3:36 |
| 合計時間: | 合計時間:        | 合計時間: | 3:36     |      |

## 曲解説
1. Stereocaster
FMフェスティバル「LOCK ON ROCK」キャンペーン・ソング。

## レコーディング参加
- Ju-ken - ベース
- 酒井愁 - ドラム